# Modesto Della Porta

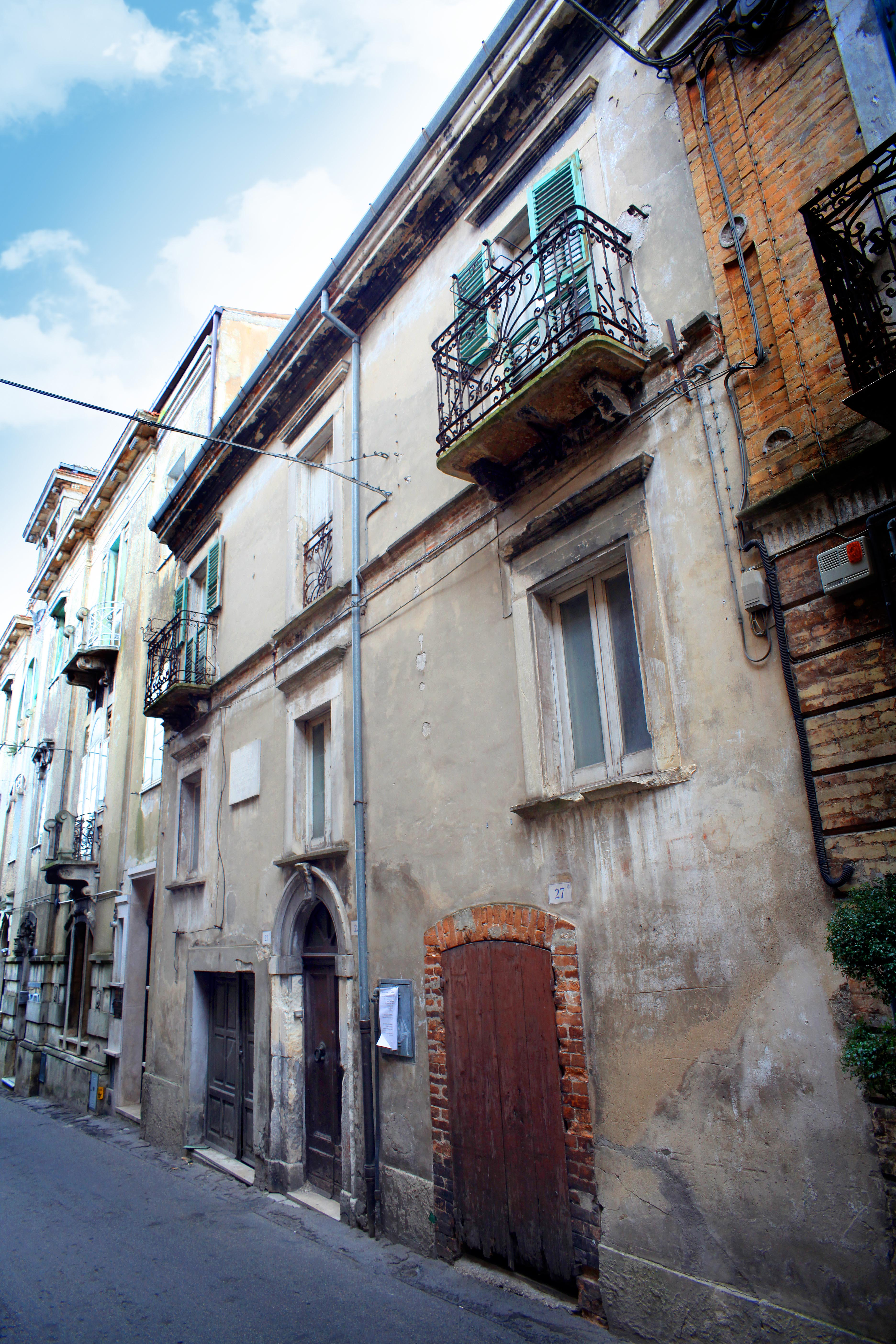
La casa natale in via Modesto Della Porta 25, Guardiagrele

Modesto Della Porta (Guardiagrele, 21 marzo 1885 – Guardiagrele, 23 luglio 1938) è stato un poeta italiano.

## Vita
Nato a Guardiagrele, da Donato e Maria Vitacolonna, frequentò la scuola elementare e in parte la scuola media.
Divenne un sarto quale era la professione del padre, ed esercitò il mestiere nel suo paese e a Roma, ma amava comporre poesie che era solito recitare agli amici. Inizialmente pubblicò in periodici locali. Le poesie erano d'occasione (es: La pescherella), soprattutto per satira (L'amore de le 'hette - Lu pallune), inaugurazioni o matrimoni, come quello dell'amico Zopito Valentini direttore della rivista "Aprutium". Ebbe occasione di esibirsi con degli sketch umoristici nei teatri di provincia, a Chieti, Lanciano e Ortona, suscitando ammirazione del pubblico.

### La formazione
Aveva un fratello, Remo (1887-1986) e la sorella Concetta. Remo e Modesto inizialmente furono di idee giolittiane e antisocialiste, a seguire di queste scelte, negli anni 1920 Modesto ebbe contrasti anche con gli amici come Gino Orlando, col quale si divertiva spesso in paese in compagnia del pittore Tommaso Cascella nelle taverne. Modesto si dedicò all'attività famigliare, svolgendo la professione di sarto. Saltuariamente partecipava alle sfilate bandistiche in occasione di eventi paesani.
Il sentimento libero e critico e poco incline all'accomodamento fascista, portarono nel 1926 Modesto e Remo a essere schedati come antifascisti dal podestà Guido Cristini e a subire delle vessazioni. Nel frattempo Modesto intrattenere rapporti con vari personaggi dell'intellighenzia abruzzese e non, come il senatore Raffaele Caporali, Raffaele Paolucci di cui era fervido ammiratore, Luigi Polacchi, Guido Albanese . A Caporali dedicò un sonetto N'avetra canzune in occasione di una cerimonia. Con Polacchi partecipò alla fondazione nel 1934 della Casa della Poesia a Pescara, un cenacolo di intellettuali abruzzesi. Negli anni 1920 Modesto partecipò alla Festa delle Canzoni abruzzesi di Lanciano e a qualche festa delle Maggiolate a Ortona con delle canzoni (Amore vecchie e amore nove - Vujje pijà la moje - Carufine). Avendo vinto il primo premio alla Festa delle canzoni di Lanciano, suscitò l'ira dei più famosi poeti abruzzesi come Cesare De Titta, Giulio Sigismondi, Evandro Marcolongo e del professor Federico Mola di Orsogna; al contrario fu difeso dallo scrittore Giuseppe Mezzanotte e da Camillo De Nardis, presidente della commissione.. 
Il Della Porta era accusato di essere un intruso in questi concorsi, uno scrittore poco istruito e di serie B, generando vari strascichi polemici. L'unica sua canzone di cui resta lo spartito di G. Albanese è Vujje pijà la mojje. 
Amareggiato anche dalle vessazioni degli esponenti del fascismo, ragion per cui fu costretto a iscriversi partito, e inoltre deluso dal fatto di non essere considerato tra i poeti d'Abruzzo, Modesto fu difeso dall'amico professore Luigi Polacchi e Alfredo Luciani; tra gli altri amici aveva il pittore Cermignani, Federico Spoltore, il comico Alfredo Bontempi. In questo contesto, Modesto si inserì nel dibattito circa il nuovo teatro dialettale abruzzese, si esibì nei teatri regionali suscitando applausi, e scrisse alcuni copioni poi andati persi, di cui restano i due atti di Cacce su rospe, una rielaborazione della famosa parabola biografica del bandista Francesco "Cicche" Di Sbrascente, pubblicata da Vito Moretti.
Le ultime poesie della raccolta edita da Della Porta infatti riguardano la figura di un suo alter ego, il trombone d'accompagnamento Francesco "Cicche" Di Sbrascente e le sue fatiche di una vita e le disillusioni nel suonare nella banda del paese. Aveva proposto altre opere come La risata de lu puverelle- Tapù, la commedia di Cicche di Sbrascente, titoli perduti, di cui l'ultimo edito dal Moretti. Anche sul primo titolo Modesto ebbe da fare correzioni (la risata di un uomo misero e malinconico, quale era il personaggio-tipo di Modesto delle sue liriche, era contrario ai sentimenti propagandistici del regime), in quanto rischiava di compromettere ancora maggiormente i suoi rapporti col fascismo, nonostante le difese dell'amico Paolucci.

### Ultimo periodo
Modesto tentò contatti con diversi intellettuali, Moschini, D'Annunzio, spingendosi per lavoro ad aprire una sartoria a Roma, cercando una strada che lo conducesse fuori dal panorama di provincia. A Roma cercò di entrare nell'EIAR con consiglio dell'amico abruzzese Antonio Piccone, con un discorso sulla storia delle bande. Non ci fu seguito. Modesto all'EIAR cercò anche di registrare, senza successo, la poesia più celebre del suo repertorio: La novena di Natale, che ugualmente fu pubblicata con illustrazioni del pescarese Armando Cermignani. 
Deluso anche dall'esperienza romana, Della Porta si ammalò e decise di tornare in patria, di cui sentiva il forte attaccamento. 
Della Porta non si sposò mai, nonostante ebbe molti amori, e morì a Guardiagrele il 23 luglio 1938, a 53 anni a causa di un tumore ai polmoni, essendo accanito fumatore.

### Ricordo
Della Porta fu commemorato nella sua patria con diverse pubblicazioni e giornali. Gli è stato intitolato un premio di poesia abruzzese, nonché diversi monumenti, e la strada di via Cavalieri dove nacque.
La sua cultura quindi, più che nascere dai libri scolastici, derivava dalla conoscenza dei proverbi e delle tradizioni abruzzesi. 
Non potendosi considerare propriamente un letterato, in passato, nonostante il grande successo riscosso dalle sue poesie e la conseguente notorietà, soprattutto nelle serate di improvvisazioni nel teatri di Lanciano e Ortona, non fu mai molto apprezzato dai critici letterari. Solo di recente si è iniziato ad apprezzarne la icasticità espressiva, grazie a degli studi condotti da Mario Palmerio e Vito Moretti; e a dargli il merito di far conoscere la vita delle genti abruzzesi di un tempo: una vita borghese, umile e fatta di allegrezze, ricca di aneddoti popolari e comici, ma anche di ristrettezze economiche a causa delle cambiali numerose firmate dal poeta ai creditori. Oggi è considerato uno dei poeti dialettali più popolari e apprezzati dell'Abruzzo. 
Presso la villa comunale di Guardiagrele sorge un monumento, a lui dedicato finanziato dai guardiesi emigrati e fuso dalla bottega F.lli Ranieri.

## la poetica

### La raccolta di poesie "Ta-pù"
Nel 1933 l'editore lancianese Gino Carabba pubblicò le sue poesie dialettali, caratterizzate da una sferzante vena umoristica, nella raccolta Ta-pù. Lu trumbone d'accompagnamente che ottenne un successo immediato. Diverse poesie di gusto satirico-politico, omesse nella raccolta, saranno pubblicate postume. Tuttavia la raccolta, che era stata annunciata anni prima, fu stampata con ritardo, e mancante di diverse liriche. Polacchi attribuisce questo problema alla lingua dialettale usata da Della Porta, più colloquiale e diretta di quella di Cesare de Titta; Francesco Amoroso che riscoprì Della Porta nella sua rivista Attraverso l'Abruzzo di Pescara, recensendo alcune sue poesie, ha voluto riconoscere una vena socialista e antifascista del poeta, smentita successivamente da altri studi
Nella raccolta con copertina di Tommaso Cascella, sono incluse le poesie più famose, quelle più commerciali come Serenata a mamme - Lu destine- La coccia di San Donate - Lu tisiche - Lu peivilegge de lu disperate - Lu puverelle cioppe - Tapù in sei parti. 
La raccolta si apre con due liriche che mostrano l'intento del poeta, l'attaccamento simbolico alla madre Maria, tanto da fargli una cosa strana, una serenata, non avendo pubblico più vasto, avendo avuto quasi sempre insuccesso nei suoi tentativi. Ne Lu destine è raccolta una visione dell'esistenza umana triste, ma sincera, nulla è certo ed eterno e spesso la fortuna è soggetta a bruschi mutamenti. L'umorismo "dellaportiano", l'esorcizzazione del problema con la caricatura, la rappresentazione dei tipi di Guardiagrele e dintorni, l'uso della saggezza popolare, sono i temi che permeano le sue liriche.
Più intima è la poesia La novena di Natale (1934), anche se coronata dalla classica ironia finale ed imprevista, edita nella raccolta Inediti, Marchionne, Chieti 1954. Il poeta immagina lo zampognaro zi' Pasquale (alter ergo di Della Porta) che si reca il giorno dell'Immacolata per le strade innevate di un paese, soffiando la zampogna insieme a un ragazzo che suona la ciaramella, e si sofferma sulle sensazioni commoventi che suscita quel suono sempre uguale. Quando il protagonista decide di cambiare le note, davanti al pubblico abituato a quel suono, non suscita stupore, ma indifferenza.

## Le poesie
Con le sue opere Modesto Della Porta rappresenta in chiave umoristica la realtà del suo tempo, in maniera molto spesso cruda, evitando ragionamenti e spiegazioni filosofiche. 

## Scritti
- Ta-pù, lu trumbone d'accumpagnamente, prefazione di L. De Giorgio (Lanciano, G. Carabba, 1947, e successive edizioni);
- Poesie (inedite) (Chieti, C. Marchionne, 1954);
- Inediti (e non) di Modesto Della Porta, a cura di Raffaele Tiboni (Roma, Visigalli-Pasetti, 1968; estratto da Abruzzo-supplemento, a. 1, n.3, 1967);
- Ta-pù, lu trumbone d'accumpagnamente (Lanciano, Editr. Itinerari, 1971);
- La nuvene de Natale (Guardiagrele, 2002)